# Meisterschule für Handwerker
Die Meisterschule für Handwerker in Kaiserslautern (MHK) ist eine überregionale berufsbildende Schule, welche drei Schulformen unter einem Dach vereinigt. Eine davon dient der Vorbereitung auf die Meisterprüfung.

## Geschichte
Mit Beginn der Industriellen Revolution, dem Bau der Eisenbahn und der rasch wachsenden Bevölkerung stieg im enormen Maß die Nachfrage an gut ausgebildeten Handwerks- und Industriekräften, was einen Handlungsbedarf auslöste.
Ihre Wurzeln hatte die MHK in der 1874 eröffneten Königlichen Kreisbaugewerkschule. Im gleichen Jahr wurde das Pfälzische Gewerbemuseum gegründet mit dem Auftrag zur Förderung insbesondere des Kunsthandwerks. Die Lehrwerkstätten der museumseigenen Gewerblichen Fachschule gingen 1903 in die Kreisbaugewerkschule über. Das bildete die Grundlage für das breitangelegte Bildungsangebot der späteren Meisterschule.

## Gegenwart
Die dreijährige Berufsfachschule mit Vollzeitunterricht dient der Erstausbildung in sieben handwerklichen Berufen. Es besteht daraufhin die Möglichkeit, sich zum Meister sowie zum staatlich geprüften Techniker weiterzuqualifizieren.
Zusätzlich wird für Meister und Techniker ein zweijähriger Bildungsgang zum Technischen Betriebswirt angeboten.
Ein Duales Studium wird im Zusammenwirken mit der Hochschule Kaiserslautern ermöglicht.
Die Ausbildung erfolgt in anerkannten Handwerksberufen:
Künstlerisch-gestaltender Bereich
- Goldschmied
- Maler und Lackierer
- Tischler[6]
- Steinmetz und Steinbildhauer
- Metallbauer (Schwerpunkt Metallgestaltung)

Technischer Bereich
- Elektroniker für Automatisierungs- und Systemtechnik
- Fachkraft für Metalltechnik (Fachrichtung Zerspanungstechnik)
- Informationselektroniker

## Ehemalige Lehrer und Schüler
- Albert Weisgerber  (1878–1915), Maler und Grafiker
- Ludwig Waldschmidt (1886–1957), Maler und Grafiker
- Emil Krieger (1902–1979), Bildhauer und Graphiker
- Carl Maria Kiesel (1903–1971), Grafiker und Widerstandskämpfer
- Leo Erb (1923–2012), Künstler
- Erich Koch (1924–2014), Bildhauer und Hochschullehrer
- Michael Croissant (1928–2002), Künstler und Bildhauer
- Otto Kallenbach (1911–1992), Bildhauer und Medailleur
- Addi Schaurer (1912–1990), Künstler und Lehrer
- Richard Menges (1910–1998), Steinbildhauer
- Hans-Rolf Peter (1926–2020), Maler

## Galerie

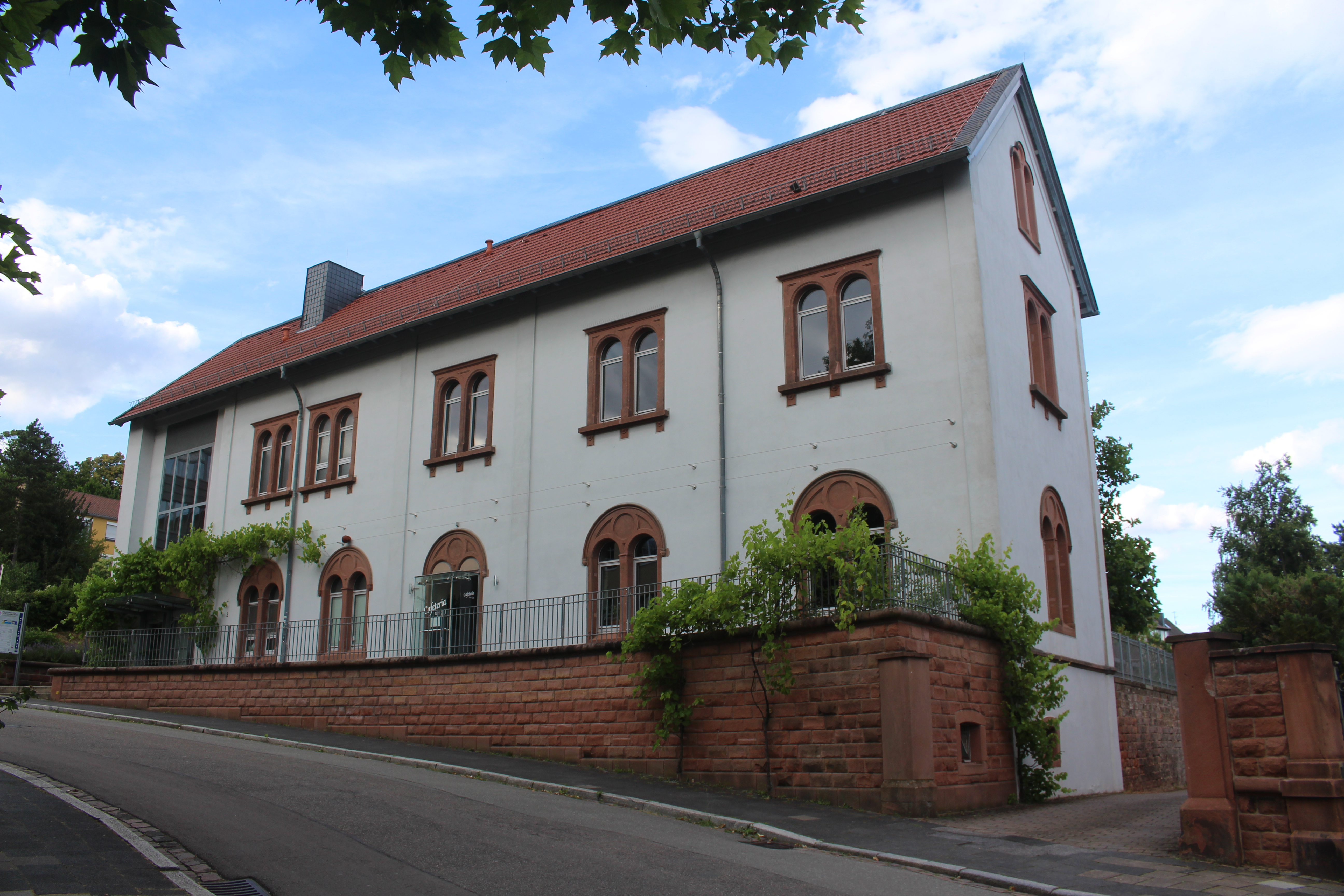
Am Turnerheim, Café und Bürogebäude der Meisterschule
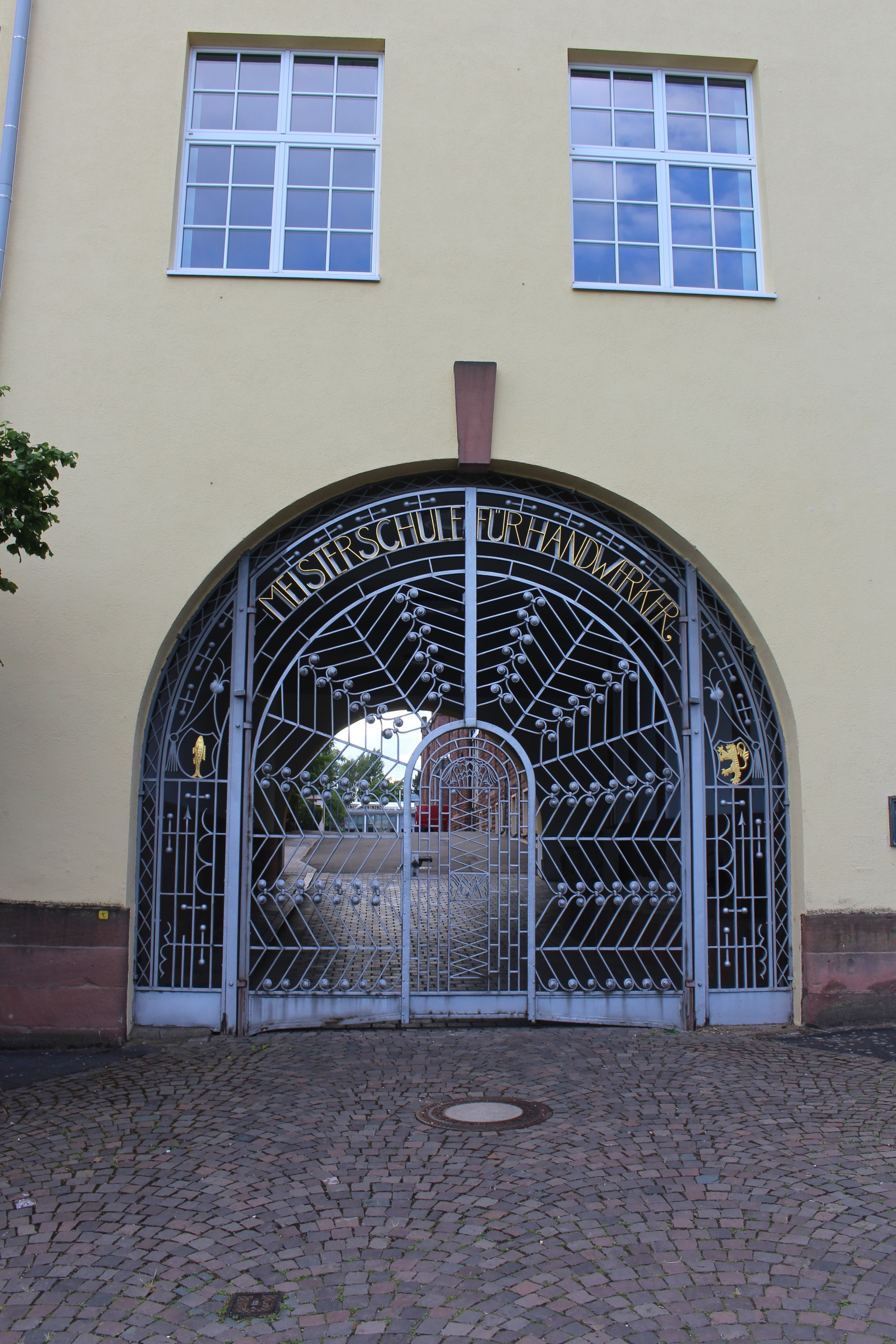
Tor der Meisterschule